# 1636.
◄ | 16. stoljeće | 17. stoljeće | 18. stoljeće | ►
◄ | 1600-ih | 1610-ih | 1620-ih | 1630-ih | 1640-ih | 1650-ih | 1660-ih | ►
◄◄ | ◄ | 1633. | 1634. | 1635. | 1636. | 1637. | 1638. | 1639. | ► | ►►
Arhitektura • Astronomija • Glazba • Kazalište • Kiparstvo • Knjige • Književnost • Kršćanstvo • Medicina • Politika • Pravo • Promet • Slikarstvo • Znanost

## Događaji
- U Varaždinu osnovana gimnazija.

## Smrti
- 7. svibnja – Santorio Santorio, liječnik, izumitelj termometra (* 1561.)

## Vanjske poveznice
|  | Zajednički poslužitelj ima još gradiva o temi 1636. |